# 韦斯特兰车站

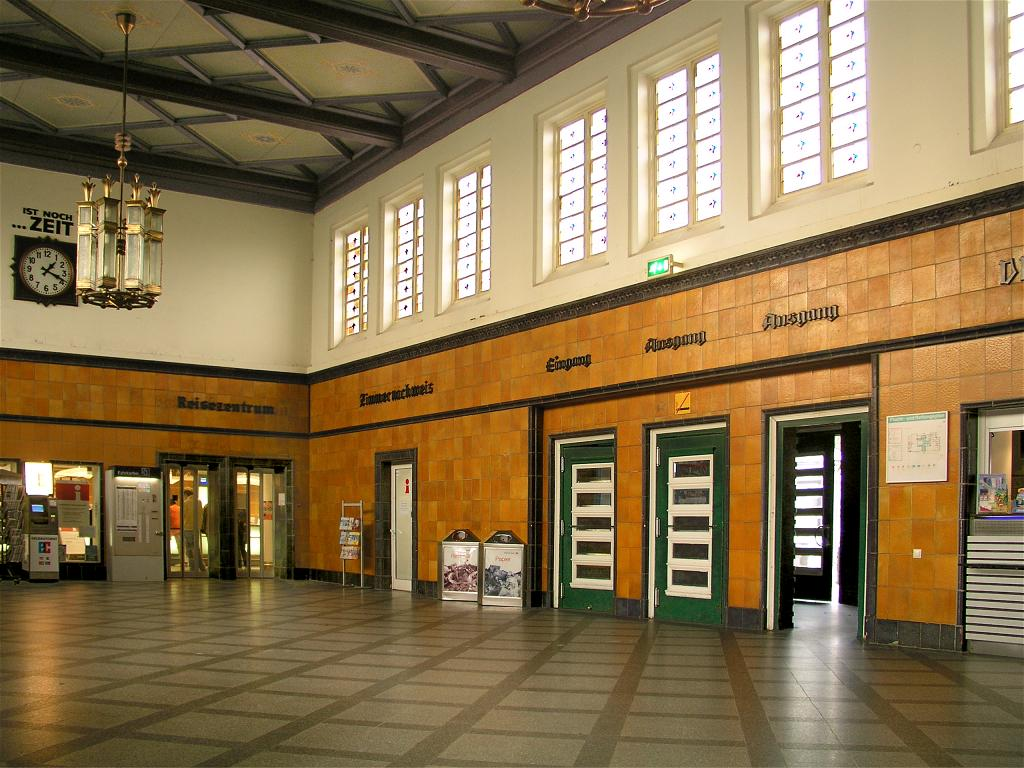
车站大堂

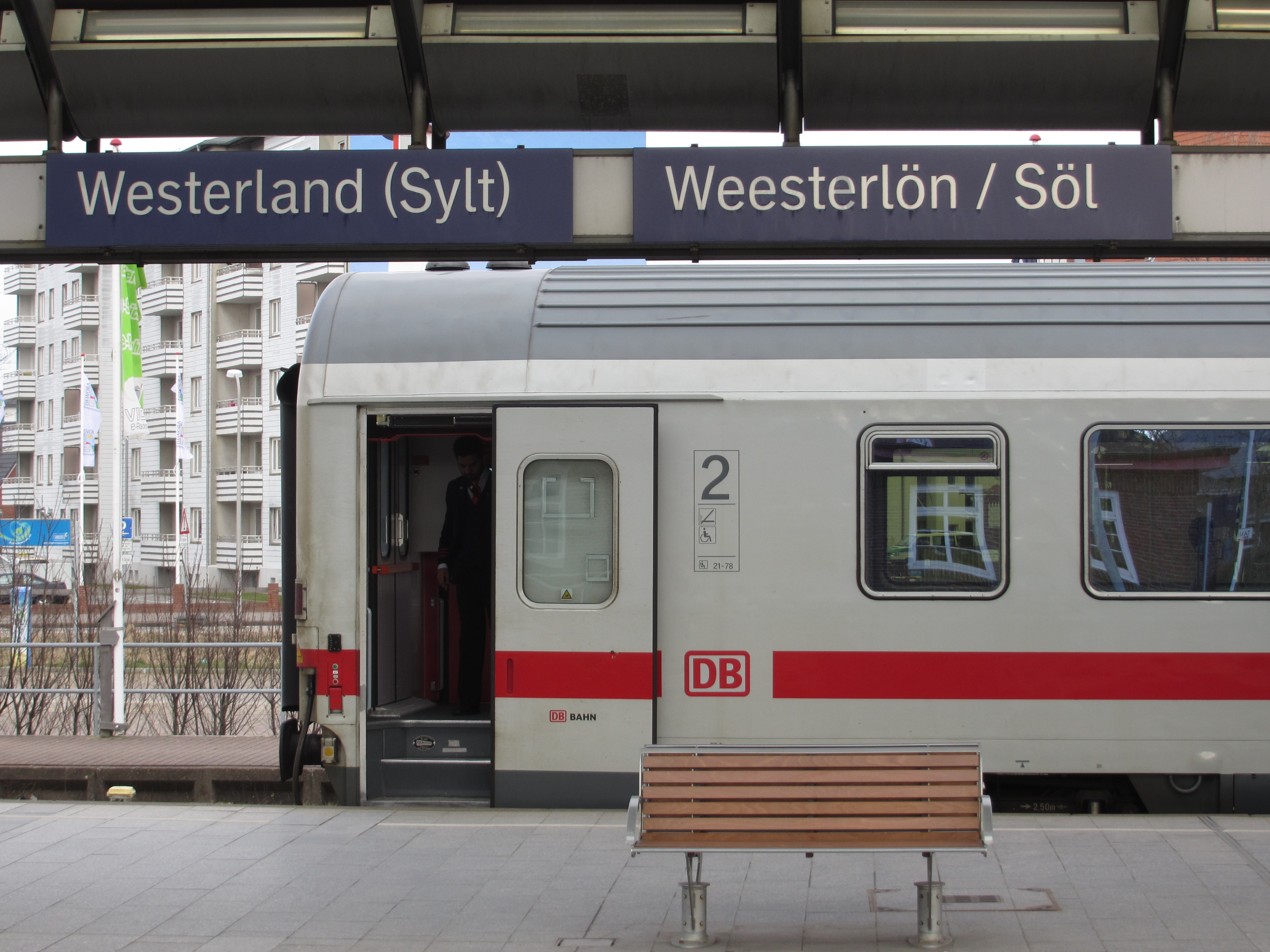
双语站牌

韦斯特兰（叙尔特岛）车站（德語：Bahnhof Westerland (Sylt)）是德国石勒苏益格-荷尔斯泰因州北部叙尔特岛上的铁路运输中心，也是德国最北端的铁路车站。它以尽头站的形式坐落于叙尔特市韦斯特兰区内城的东缘，是北弗里斯兰的三大车站之一，与胡苏姆车站和尼比尔车站同属德国铁路三等站。

## 历史
韦斯特兰车站是作为潮沼铁路沿兴登堡堤道延伸的一部分而建于1920年代。当这条铁路线于1927年6月建成通车时，韦斯特兰车站也同时开放。由于叙尔特岛位居德国和丹麦之间，为了避免登岛旅客两次过境，这种联系变得非常必要。因此，韦斯特兰车站成为潮沼铁路联络线的终点，该铁路可直达今属丹麦的岑讷，在那里与通往霍耶的铁路相连，并设有渡轮航线通往叙尔特岛港口蒙克马施。

## 意义
韦斯特兰车站是叙尔特岛上公共短途客运的中央枢纽。因此铁路车站旁便设有一座巴士车站（ZOB），通过叙尔特运输公司（SVG）开办的四条路线通抵全岛各处。叙尔特岛屿铁路曾经由韦斯特兰联邦车站开通北至文宁施泰特-布拉德鲁普、坎彭和利斯特以及南至赫努姆的线路，直到1970年。

## 运营
客运车站在两座岛式月台的两侧设有四条轨道。尽头终端大致在车站大楼的西部方位。楼内的主要设施为德国铁路的订票中心。
韦斯特兰车站是全长237.6公里的潮沼铁路的北部终点，如今主要由德铁区域开办列车服务，自2016年12月的运行图调整以来，该线路已重新恢复短途运输服务。此外，各种直通萊茵-魯爾和莱茵-美因城市群的城际列车每天也有数班在此始发和终到；往柏林和德累斯顿方向亦是如此。
作为经济提振计划的一部分，德铁车站及服务正在韦斯特兰车站采取各种措施。这些措施着重于改善外观、设立新的月台设施、清晰的路牌设施以及月台表面的翻新。防风设备的现代化和月台顶蓬加盖工程也是翻新措施的一部分。
在车站的东南侧有一个小货运站和一个带转车盘和加油设施的小机务段。它的一项特点是直接与利多公司相连。此外，叙尔特机场拥有自己的铁路专用线，用于偶尔处理货物转运。
| 路线  | 经由 | 频率      |
| ----- | --- | --------- |
| IC 26 | 韦斯特兰 － 汉堡 － 汉诺威 － 卡塞尔-威廉丘 － 法兰克福 － 达姆施塔特 － 海德堡 － 卡尔斯鲁厄                                      | 每日1班   |
| IC 27 | 韦斯特兰 － 汉堡 － 维滕贝格 － 柏林 － 德累斯顿                                                                                   | 每日1班   |
| IC 30 | 韦斯特兰 － 汉堡 － 不来梅 － 明斯特 － 多特蒙德 － 埃森 － 杜伊斯堡 － 杜塞尔多夫 － 科隆 － 波恩 － 美因茨 － 曼海姆 － 斯图加特 | 个别班次  |
| RE 6  | 韦斯特兰 － 尼比尔 － 胡苏姆 － 海德 － 伊策霍 － 埃尔姆斯霍恩 － 汉堡-阿尔托纳                                                    | 每小时1班 |
| RB    | 韦斯特兰 － 尼比尔 （－ 胡苏姆）                                                                                                   | 个别班次  |

## “叙尔特摆渡”汽车列车
韦斯特兰车站构成了尼比尔至韦斯特兰间汽车列车服务的终点，这项服务由“叙尔特摆渡”（Sylt-Shuttle）和“RDC汽车列车叙尔特”（RDC Autozug Sylt）所经营。客运站在1至4道的两侧设有5道和7道。这两条股道是专为汽车装卸而设计的。进站列车大部分在车站北端的7道卸车，而为出发旅客提供的人车同行装运则是在车站南侧的5道进行。这些车辆转运设施由德铁长途运输提供，并由德国联邦网络局于2015年承诺，允许其它运输企业同样能够不受歧视的使用该设施以及相关的车辆输送区。